# تيم سوليفان (منافس ألعاب قوى)
تيم سوليفان (بالإنجليزية: Tim Sullivan)‏ هو منافس ألعاب قوى أسترالي، ولد في 16 سبتمبر 1975.